# Acalypha chocoana
Acalypha chocoana é uma espécie de flor do gênero Acalypha, pertencente à família Euphorbiaceae.